# Le Bateau blanc (nouvelle)
Pour l’article homonyme, voir Le Bateau blanc.
Le Bateau blanc (titre original : The White Ship) est une nouvelle fantastique de l'auteur américain H. P. Lovecraft rédigée en octobre 1919.
Elle paraît pour la première fois dans The United Amateur en novembre 1919, puis est publiée dans le numéro de mars 1927 du magazine Weird Tales.
Ce récit se déroule en grande partie dans les Contrées du Rêve, dimension alternative fictive, développée par l'auteur via plusieurs œuvres constituant le Cycle du rêve.

## Résumé
Basil Elton est un gardien de phare qui observe régulièrement un bateau blanc passant au large, uniquement lorsque la lune est pleine. Ce dernier est piloté par un homme barbu qui l'invite systématiquement à le rejoindre à bord.
Une nuit, Elton accepte et voyage alors à travers de nombreux lieux ne ressemblant à rien de connu. Le navire passe au large des pays en pente de Zar, de Thalarion « la cité des Mille Merveilles », suit pendant quelques jours un oiseau de la même couleur que le ciel, puis s'approche des côtes de Xura « la Contrées des Plaisirs inassouvies ».
Le navire accoste finalement à Sona-Nyl, où il n'y a « ni temps ni espace, ni souffrance ni mort ». Elton y vit pendant un temps qui lui semble infini, dans une béatitude constante.
Elton est subitement pris d'une envie de repartir en mer après avoir observé à nouveau l'oiseau qui avait accompagné son voyage. Il réussit à convaincre le capitaine du bateau blanc de l'emmener explorer la lointaine Cathurie, « Contrée de l'Espoir », une terre que personne n'a jamais vue.
Après un périlleux voyage guidé par l'oiseau, l'équipage découvre qu'en lieu et place de la Cathurie se trouve en réalité le bord du monde, où l'océan se déverse dans l'abîme. Emporté par le courant, le navire chute en dehors du monde et Elton se réveille soudainement, au pied de son phare. A peine debout, il est le témoin impuissant du naufrage d'un navire, causé par l'extinction de la lumière du phare.
En explorant la zone de l'accident, Elton n'y découvre qu'un oiseau mort couleur bleu ciel, et une rame brisée, d'un blanc éclatant.
À partir de ce jour, Elton ne revoit plus le bateau blanc, ni ne retourne dans les Contrées du Rêve.

## Analyse et commentaire
Il s'agit de la première œuvre où H. P. Lovecraft s'inspire du style de Lord Dunsany, après avoir assisté à une conférence tenue par celui-ci le 20 octobre 1919 à Boston. La structure narrative du récit est ainsi directement inspirée de Jours oisifs sur le Yann (en), publié en 1910.
Selon S. T. Joshi, la différence entre les deux œuvres reste cependant importante : le récit de Lord Dunsany a pour seule fonction d'évoquer une beauté fantasmagorique, sans contenu philosophique. Celui de Lovecraft est avant tout allégorique : le renoncement de Basil Elton à la félicité de Sona-Nyl au profit de la Cathurie, « Terre de l'Espoir » finalement inexistante, peut être compris comme exprimant la perte des illusions philosophiques.
Sona-Nyl représente ainsi une utopie épicurienne, où il n'y a ni souffrance ni peur de la mort. En rejetant ce monde pour partir à la recherche d'un autre hypothétiquement encore meilleur, Elton devient responsable de sa propre perte. Finalement, il ne meurt pas dans la destruction du navire, mais doit vivre avec la tristesse et le mécontentement de ne plus pouvoir retourner à Sona-Nyl.
L'inexistence de la Cathurie, « Terre de l'Espoir », est pourtant annoncée par Thalarion, une cité « où se cache tous les mystères que l'homme s'est en vain efforcé de percer » et au sein de laquelle ne se trouve que « des démons et des créatures démentes qui furent autrefois humaines ». Ainsi, de tels mystères ne sont pas fait pour être dévoilés, et avoir l'espoir de le faire est à la fois vain et stupide.

## Intertextualité
Le personnage d'Elton et les lieux qu'il visite sont mentionnés dans La Quête onirique de Kadath l'inconnue, une nouvelle longue du même auteur où Randolph Carter suit pendant un temps la même route maritime qu'Elton.
Ce dernier y est décrit comme un « camarade rêveur » de Randolph Carter, et un « gardien de phare de l'ancienne Kingsport » qui lui avait raconter son voyage dans les Contrées du Rêve. Randolph peut ainsi reconnaitre Zar, Thalarion, Xura et Sona-Nyl, et sait qu'au delà des Piliers de Basalte de l'Ouest ne se trouve pas la Cathurie, mais le bord du monde. Cette dernière information est par ailleurs bien connue « des rêveurs les plus sages ».